# Bulbophyllum lobbii
Bulbophyllum lobbii är en orkidéart som beskrevs av John Lindley. Bulbophyllum lobbii ingår i släktet Bulbophyllum och familjen orkidéer. Inga underarter finns listade i Catalogue of Life.

## Bildgalleri

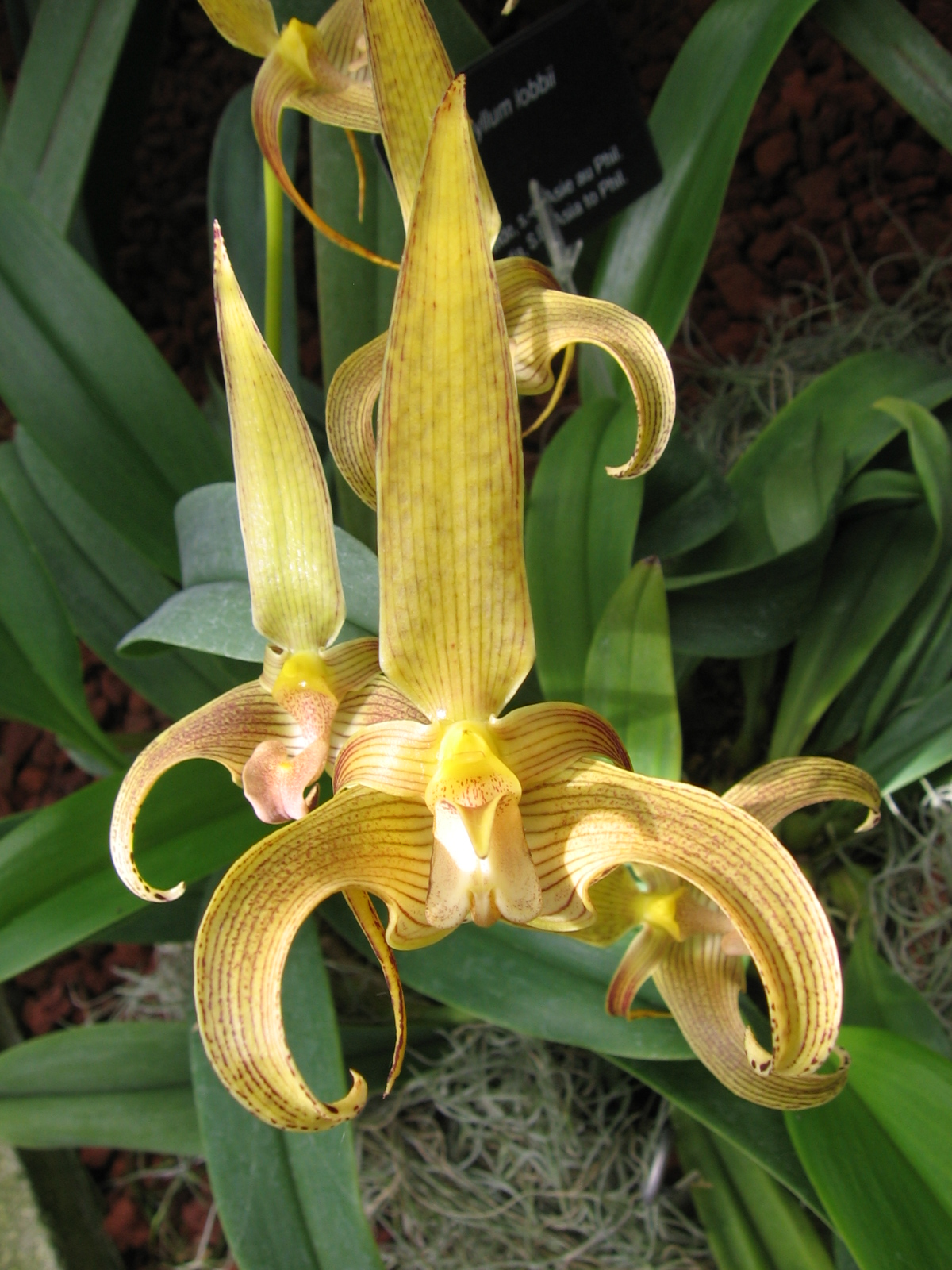
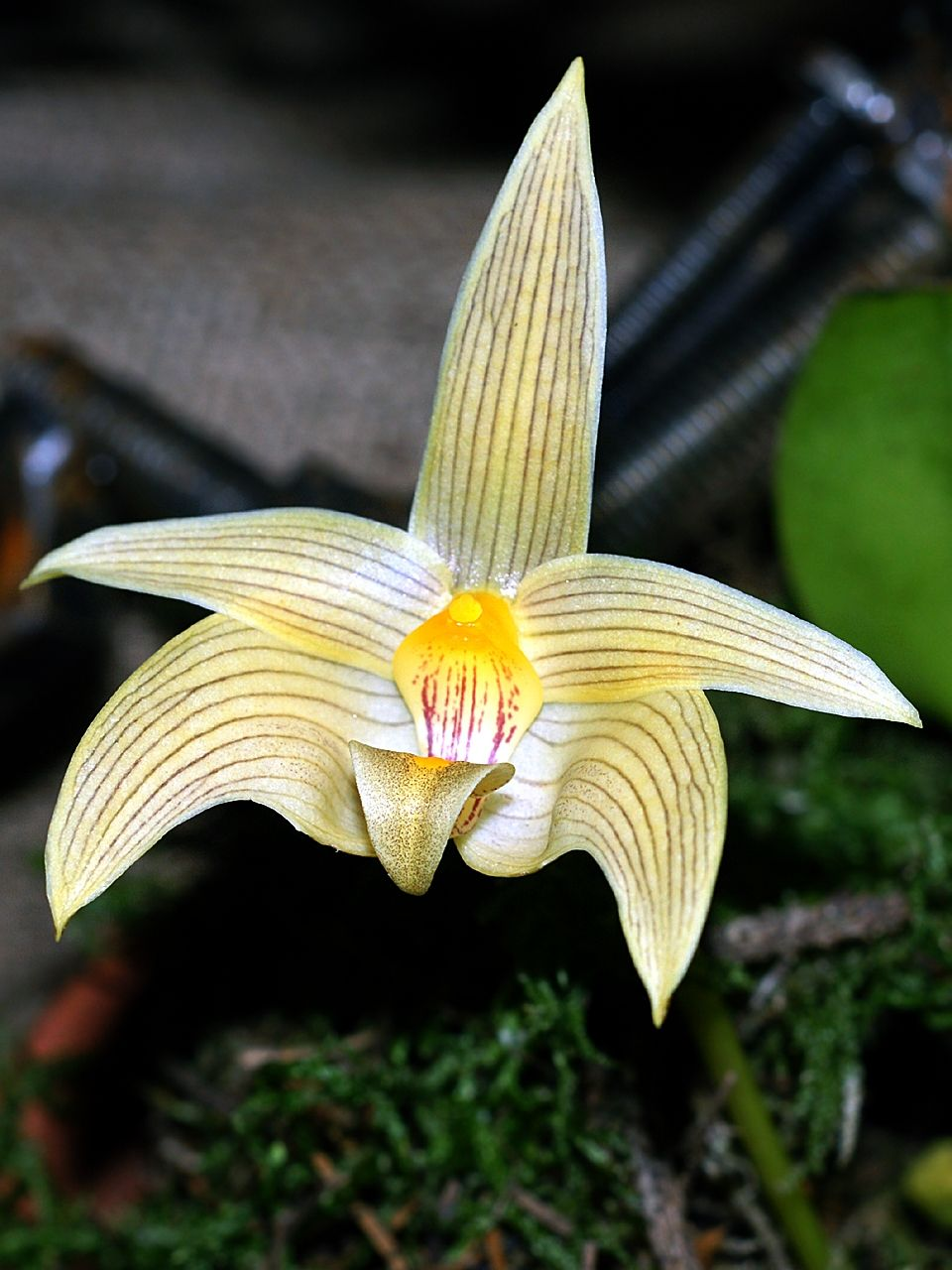
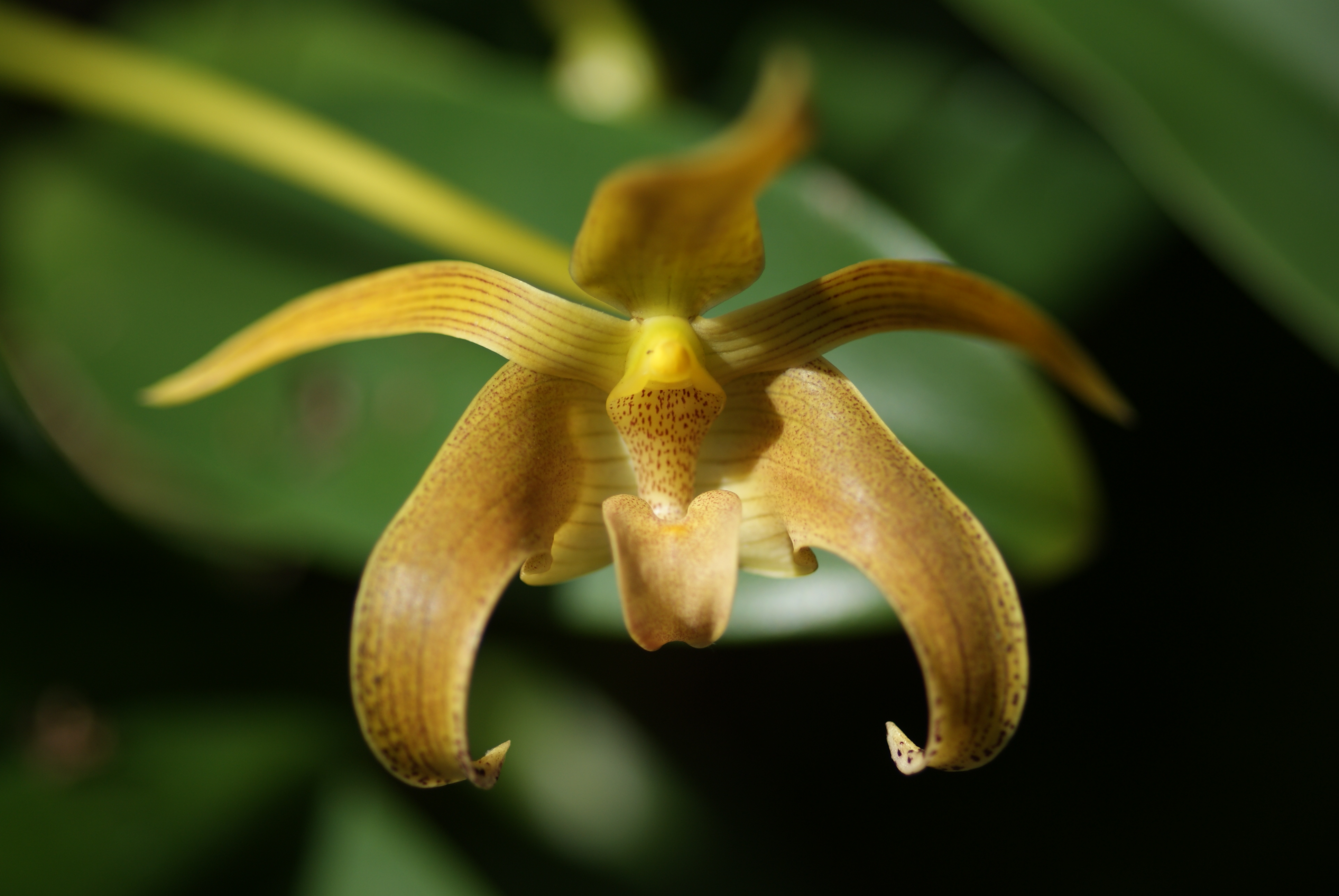
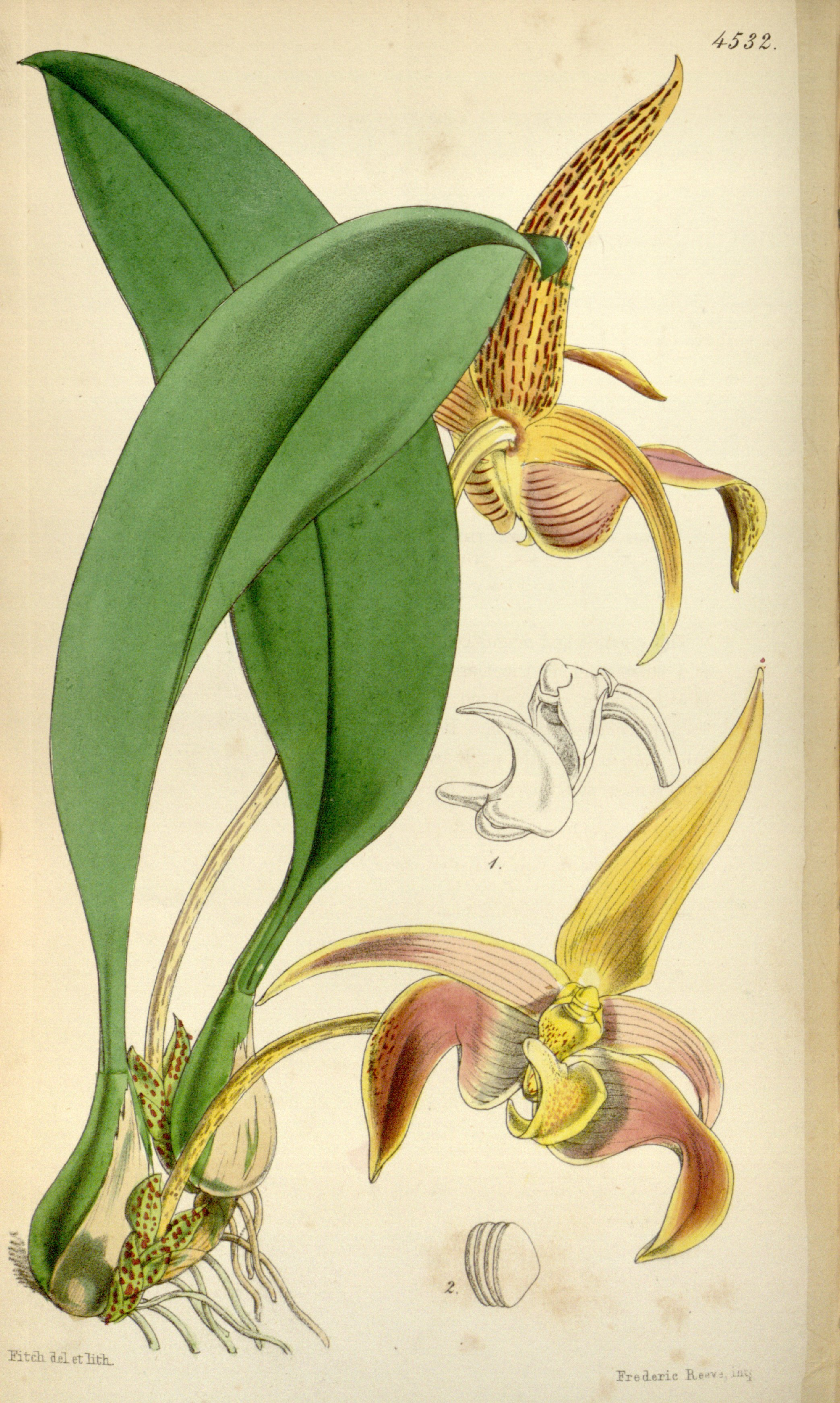